# Восточно-бантоидный антропологический тип
Восто́чно-банто́идный антропологи́ческий тип — один из вариантов малой негрской расы. Распространён к востоку от бассейна реки Конго среди восточных народов банту  — в саваннах Танзании, Мозамбика и некоторых других стран (в основном, среди народов банту).
В отличие от соседних групп центральноафриканских популяций представители восточно-бантоидного типа характеризуются более высоким ростом и слабым развитием третичного волосяного покрова на лице и теле. Эти признаки сближают восточно-бантоидный тип с суданским (негро-гвинейским). Между тем, у представителей восточно-бантоидных популяций более узкое лицо, губы тоньше и нос несколько у́же, чем у суданских негроидов. По этим признакам восточно-бантоидный тип ближе к эфиопской расе. В свою очередь, от эфиопов бантуязычные народы Танзании и Мозамбика отличают более тёмная пигментация кожи и наличие сильнокурчавых волос.
Ввиду недостаточной изученности популяций малой негрской расы (и отсутствии их полных описаний) выделение в составе этой расы антропологических типов и рас более низшего порядка, в том числе и восточно-бантоидного типа, по мнению С. В. Дробышевского, является несколько условным.